# Emilio Sánchez Bueno
Emilio Sánchez Bueno (Madrid, 5 de julio de 1844 - Madrid, 24 de noviembre de 1878) fue un militar español y héroe del cuerpo de logística español que estudió en la Academia Militar de Ávila siendo reconocido como caballero de primera clase. 

## Biografía
Nacido en Madrid e hijo de farmacéuticos castellanos, estudió en la Universidad Complutense de Madrid Filosofía hasta que decidió estudiar la carrera militar en 1861. Tras los años propios de estudios y aprovechamiento se produce la Revolución de 1868. Leal a sus jefes, permanece como alférez en el ejército del Sur de España como pagador. Cuando se elige el cambio de régimen a la primera república y a la monarquía de la Casa de Saboya permanece igualmente leal, siguiendo ordenes. Cuando en 1873 los problemas acucian, se produce el levantamiento Carlista contra la república de transición, siendo teniente de formación y quintas. A finales de año 1874 se produce el golpe del general Martínez Campos que restaura la monarquía de la Casa de Borbón permaneciendo igualmente en su puesto leal a sus jefes y al nuevo rey Alfonso XII, del que en el futuro será organizador y jefe de oficiales de su guardia real. 

### Servicios
Ingresó en 1861 en la Academia de Intendencia de Ávila, saliendo como alférez de administración militar en 1864. Destinado a la región Sur, se encarga de pagar a la tropa de varias poblaciones como Ceuta y Cádiz. Tras ponerse de parte de las tropas que obtienen el gobierno en 1868, es destinado a Madrid en 1871, acatando las leyes y al nuevo rey Amadeo I de España y Saboya, poco después teniendo que realizar servicios de adiestramientos para la recién estallada Guerras carlistas permanece hasta que le es obligada su presencia como teniente de su compañía de transporte a caballo en Cataluña. Poco más tarde, ante la mejoría de la situación en la zona dirigida por el general Martínez Campos, en 1875 interviene en acciones en Cataluña al mando de su compañía de Transporte y caballería, destacándose en sus acciones, es trasladado ante la mejoría del frente al frente Norte al mando del general Manuel Gutiérrez de la Concha e Irigoyen. En el frente Norte destaca en numerosas batallas con su compañía de transporte por la que es condecorado en varias ocasiones, entre ellas en la Batalla de Abárzuza, en la que fallece el mismo general, y más tarde en la Batalla de San Marcos y Batalla de San Marcial. A su vuelta, con su estado de salud quebrantado y siendo capitán y Comisario de guerra, es destinado a la creación de la Guardia Real, como escolta del rey Alfonso XII. Al enfermar en 1877 se encontraba destinado en la comandancia de Madrid, puesto en el que fallece siendo reconocido como héroe por sus jefes, entre ellos el comandante militar de la plaza y la región militar y es de los pocos militares que tenían la medalla de Benemérito a la patria, apenas conseguida por los militares que llegarán a jefes más tarde, lo que él hubiese sido pronto de no haber fallecido.

### Familia
- Como descendiente de orígenes nobles de Tierra de campos, fue admitido en la academia militar de Administración militar, tras dejar la Universidad de Madrid donde estudiaba Filosofía en 1861, de donde salió de 2.º oficial de Administración y logística, gracias a los esfuerzos de su madre viuda, Dª Martina Bueno de Meneses.

- El militar, que falleció a la edad de Cristo, tuvo numerosa descendencia, destacando su hija Amelia, la que casó con el maestro director del Teatro Real (Madrid) José María Alvira siendo muy clara su descendencia en la sociedad de Madrid. Con ella vivió en sus últimos tiempos, y no pudo conocer a ninguno de sus nietos. Posteriormente sus descendientes han seguido siendo conocidos y respetados entre la sociedad de la capital.

- Su nieta fue la conocida empresaria y actriz de teatro y cine Dª Carmen Sánchez Bueno.

- Su esposa, Angela Moya de Orozco, con la que se casó en Cádiz en el año 1868 y con la que tuvo varios hijos, era familia del destacado militar Salvador Quero.

### Recompensas
Entre las numerosas distinciones que consiguió en los diferentes frentes, se encontraban la Medalla Militar individual con distintivo rojo y dos pasadores, dos cruces blancas, una de Benemérito a la patria. Tenía derecho a la medalla de la campaña que recibió póstumamente en 1877 por lo mucho que se tardó en conceder, recibiéndola su viuda.
- Medalla de la Campaña (1872-1875), con tres pasadores. Por sus acciones en la Guerra Carlista y lealtad.
- Cruz al Mérito Militar con distintivo rojo. Por la guerra Carlista con dos pasadores.
- Gran Cruz al Mérito Militar (Distintivo Blanco). Por sus acciones en la Batalla de Alcolea y servicio al rey Amadeo I.
- Benemérito a la patria, (1875), por los esfuerzos y sufrimientos por la restauración de la paz y la monarquía.
- Caballero de primera clase honorario por la ley del rey Alfonso XII de España sobre la guerra.